# Gastrotheca peruana
Espèce
Synonymes
- Nototrema peruanum Boulenger, 1900
- Gastrotheca peruana dissimilis Vellard, 1957
- Gastrotheca peruana junensis Vellard, 1957

Statut de conservation UICN

 LC  : Préoccupation mineure
Gastrotheca peruana est une espèce d'amphibiens de la famille des Hemiphractidae.

## Répartition
Cette espèce est endémique du Pérou. Elle se rencontre dans les régions de  Cajamarca, de La Libertad, d'Ancash, de Huánuco, de Pasco, de Lima et de Junín de 2 300 à 4 600 m d'altitude.

## Description
L'holotype mesure 43 mm.

## Étymologie
Son nom d'espèce lui a été donné en référence à son lieu de découverte, le Pérou.

## Publication originale
- Boulenger, 1900 : Descriptions of new Batrachians and Reptiles collected by Mr. PO Simons in Peru. Annals and Magazine of Natural History, sér. 7, vol. 6, p. 181-186 (texte intégral).